# Agnes Baggett
Agnes Wylene Beahn Baggett (Geburtsname: Agnes Wylene Beahn; * 9. April 1905 in Columbus, Georgia; † 15. Dezember 1992) war eine US-amerikanische Politikerin der Demokratischen Partei, die unter anderem drei Mal (1951 bis 1955, 1963 bis 1967 und 1975 bis 1979) Secretary of State of Alabama, von 1955 bis 1959 State Auditor of Alabama sowie zwei Mal (1959 bis 1963 und 1967 bis 1975) Alabama State Treasurer war und somit 28 Jahre lang der Regierung des Bundesstaates Alabama angehörte.

## Leben
Agnes Beahn Baggett, Tochter von John Richard Beahn, Sr. (1876–1936) und Leila Belle Thomason Beahn (1879–1956), besuchte öffentliche Schulen in Columbus und arbeitete von März 1925 bis Oktober 1927 im Büro des Bezirksanwalts der Louisville and Nashville Railroad in Montgomery sowie von Oktober 1927 bis März 1946 im Büro des Staatssekretärs von Alabama, ehe sie vom 15. August 1946 bis zum Frühjahr 1950 stellvertretende Bürovorsteherin beim Supreme Court of Alabama war, dem Obersten Gerichtshof von Alabama.
Am 7. November 1950 wurde Agnes Baggett für die Demokratische Partei mit 90,13 Prozent erstmals selbst zur Staatssekretärin von Alabama (Secretary of State of Alabama) und bekleidete dieses Amt als Nachfolgerin von Sibyl Pool während der Amtszeit von Gouverneur Gordon Persons von Januar 1951 bis Januar 1955. 1955 wurde sie zur Rechnungsprüferin des Staates Alabama (State Auditor of Alabama) gewählt und bekleidete dieses Amt unter Gouverneur James „Jim“ Folsom, Sr. bis zu ihrer Ablösung durch Mary Texas Hurt Garner 1959. Sie selbst wurde im Anschluss 1959 erstmals Schatzmeisterin von Alabama (Alabama State Treasurer) gewählt und übernahm dieses Amt unter Gouverneur John Malcolm Patterson zwischen Januar 1959 bis zu ihrer Ablösung durch Mary Texas Hurt Garner im Januar 1963.
Am 6. November 1962 wurde Agnes Baggett, die sich in der American Legion Auxiliary engagierte, mit 69,5 Prozent wieder zur Staatssekretärin von Alabama gewählt und bekleidete dieses Amt während der Amtszeit von Gouverneur George Wallace als Nachfolgerin von Bettye Frink von Januar 1963 bis Januar 1967, woraufhin Mabel Sanders Amos neue Secretary of State of Alabama wurde. Sie selbst wurde am 8. November 1966 mit 73,58 Prozent erneut zur Schatzmeisterin von Alabama gewählt und in dieser Funktion am 3. November 1970 mit 85 Prozent wiedergewählt. Sie bekleidete das Amt als Alabama State Treasurer als Nachfolgerin von Mary Texas Hurt Garner von Januar 1967 bis zu ihrer Ablösung durch Melba Till Allen im Januar 1975 unter den Gouverneuren Lurleen Wallace (1967 bis 1968) Albert Brewer (1968 bis 1971) und George Wallace. Bei der US-Präsidentschaftswahl 1968 gehörte sie dem Wahlmännerkollegium (Electoral College) an und stimmte dabei für George Wallace und dessen Vizepräsidentschaftskandidaten, den ehemaligen General der US Air Force Curtis E. LeMay, die für die American Independent Party (AIP) kandidierten.
Agnes Baggett war Mitglied des Order of the Eastern Star, eine 1850 gegründete eine Freimaurerorganisation, die sowohl Männern als auch Frauen offen steht. Bei der Vorwahl der Demokratischen Partei am 2. Mai 1972 bewarb sie sich erfolglos für die Kandidatur ihrer Partei im 2. Distrikt von Alabama für das US-Repräsentantenhaus, belegte aber mit 18.121 Stimmen (17,01 Prozent) lediglich den vierten Platz unter fünf Bewerbern. Am 5. November 1974 wurde sie allerdings mit 96,64 Prozent schließlich noch einmal zur Staatssekretärin von Alabama gewählt und bekleidete dieses Amt als Nachfolgerin von Mabel Sanders Amos unter Gouverneur George Wallace von Januar 1975 bis Januar 1979, woraufhin Don Siegelman sie ablöste. Sie gehörte somit 28 Jahre lang der Regierung des Bundesstaates Alabama an. Ihre am 14. Oktober 1926 mit George Lamar Baggett (1896–1949) geschlossene Ehe blieb kinderlos. Nach ihrem Tode wurde sie auf dem Greenwood Cemetery in Montgomery beigesetzt. 2025 wurde sie posthum in die Alabama Women’s Hall of Fame aufgenommen.